# محمدابراهیم کلباسی

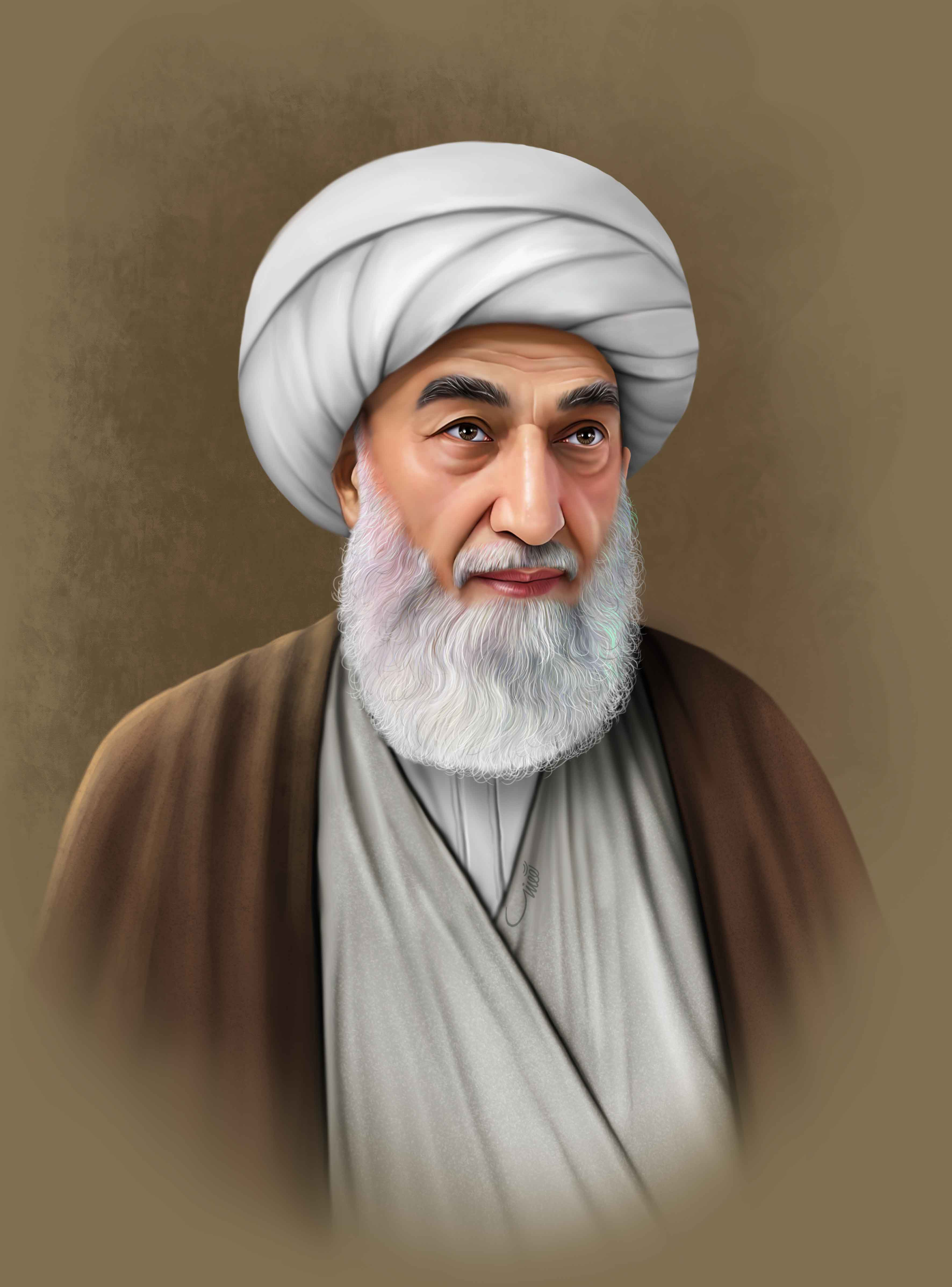
نگاره‌ای از کلباسی اثر عباس گودرزی

محمدابراهیم کلباسی مشهور به علامه حاجی کلباسی (۱۱۸۰ – ۱۲۶۱ قمری) از مراجع تقلید شیعه امامیه، فقیه و اصولی اهل ایران بود. او همچنین احیاگر حوزه علمیه اصفهان در قرن سیزدهم هجری به‌شمار می‌رفت.

## تولد و تبار
محمدابراهیم کلباسی در سال ۱۱۸۰ هجری قمری در اصفهان زاده شد. خاندان کلباسی خودشان را نسل مالک اشتر نخعی می‌دانند، از این رو به اشتری نیز معروف هستند. نام پدر وی محمد حسن و نام پدربزرگ وی محمد قاسم بود. پدرش هنگامی که محمد ابراهیم کلباسی ده ساله بود درگذشت.

## تحصیلات
پس از مرگ پدر در سنین کودکی به شاگردی آقامحمد بیدآبادی درآمد. گرچه پدرش مرده بود، اما آقامحمد بیدآبادی، به توصیه پدرش، سعی در تربیت وی داشت. از اساتید دیگر وی می‌توان به آقا محمد باقر معروف به وحید بهبهانی، سید محمدمهدی بحرالعلوم، شیخ جعفر کاشف الغطا، ملا محمد مهدی نراقی اشاره کرد. او از یک سو تربیت‌شدهٔ حکیم متأله بیدآبادی- آخرین وارث و یادگار مکتب فلسفی اصفهان و بنیانگذار شیوه‌ای نو در عرفان شیعی- و از سوی دیگر شاگرد فقیه محمد باقر بهبهانی بنیانگذار علم اصول و در تقابل با تفکر اخباری‌گری بود. از این رو وی توانست پیوندی میان این دو تفکر ایجاد کند. همچنین از دیگر استادان مشهور وی در اصفهان عبارتند از:
1. ملا علی نوری
2. ملا محراب گیلانی
3. میرزا محمدعلی میرمظفر[۱۱]
4. شیخ محمّد حسین خاتون آبادی[۱۲]
5. شیخ محمد علی هرندی
6. شیخ محمّد بن شیخ زین‌الدین

## شاگردان
محمد ابراهیم کلباسی، در چندین زمینه علوم اسلامی دخیل بود. بسیاری از روحانیون و فقیهان برجسته نیمهٔ دوم قرن سیزدهم هجری از شاگردان کلباسی بوده‌اند. وی در مسجد حکیم اصفهان به تدریس فقه و اصول فقه اسلامی می‌پرداخت و در این زمینه شاگردان زیادی را تربیت کرد که از جمله آنها افراد ذیل هستند:
1. ملا هادی سبزواری
2. میرزای شیرازی
3. میرزا محمد تنکابنی
4. میرزا محمدابراهیم دهکردی
5. میر سید حسن مدرس اصفهانی[۱۳]
6. ملّا مهدی قمشه‌ای[۱۴][۱۵]
7. میر سید محمد شهشهانی[۱۶]
8. ملا حمزه قائنی[۱۷]
9. سید محمدحسن مجتهد موسوی اصفهانی[۱۸]
10. ملا عبدالجواد تونی
11. محمود طباطبایی بروجردی

## آثار
محمد ابراهیم کلباسی در زمینه‌های فقه، اصول فقه و سایر تعالیم اسلامی تألیفاتی انجام داده‌است که شامل موارد ذیل می‌شود:
1. اشارات الاصول
2. ارشاد المسترشدین فی معرفه من احکام الدین یا رساله عملیه
3. هدایه المسترشدین
4. النخبه
5. منهاج الهدایه الی احکام الشریعه و فروع الفقه، در فقه
6. السؤال و الجواب فی الفقه و الاحکام
7. شوارع الهدایه فی شرح الکفایه المقتصد، شرح بخش طهارت و صلاه کفایه محقّق سبزواری
8. تقلید المیّت
9. الایقاضات، در اصول
10. رساله‌ای در صحیح و اعم؛ در علم اصول فقه
11. نقد الاصول
12. مناسک حج
13. رساله‌ای در مفطر بودن قلیان یا توتون

او رساله نخبه را منتشر کرده که نخستین رساله عملیه و توضیح المسائل به زبان فارسی به‌شمار می‌رود.

## آزار صوفیان
او از مخالفان سلسله‌های صوفیه در اصفهان بود. همچنین گفته می‌شود که تذکراتی به فتحعلی شاه و برخی حاکمان وقت در خصوص سهل‌گیری نسبت به توده مردم داشته‌است.

## درگذشت
محمد ابراهیم کلباسی سرانجام در شب پنج‌شنبه ۸ جمادی‌الاولی ۱۲۶۱ قمری (۲۵ اردیبهشت ۱۲۲۴) در سن ۸۱ سالگی در گذشت و بنابر وصیت او در محلی روبروی مسجد حکیم که به مقبره خاندان او معروف است در اصفهان دفن شد.